# 아이팟
아이팟(영어: iPod)은 미국의 애플의 포터블 미디어 플레이어 브랜드 및 시리즈이다. 아이팟은 MPEG-2와 MPEG-4의 일부로 규정된 AAC 포맷의 음악 파일과 MP3, WAV, AIFF, 애플 무손실 형식의 음악 파일(아이팟 셔플 제외), Audible 형식의 오디오북을 재생할 수 있다. 인터페이스와 대용량 저장 공간, 아이튠즈를 통한 편리한 곡 관리, 아이튠즈 스토어를 통한 편리한 곡 구매 기능으로 세계적으로 큰 인기를 끌고 있다.
출시 당시 부가 기능이 부족하고 지나치게 무거우며 가격이 높아 실패할 것으로 여겨졌으나, 미국에서는 2004년말 기준으로 전체 디지털 음악 재생기기 시장에서 70% 이상의 점유율을 기록하였다.
2004년 초 1.0인치 하드 디스크를 사용해 크기가 작아진 아이팟 미니가 출시되었고, 2004년 10월에는 최초로 컬러 화면을 지원하고 사진 보기 기능을 추가한 아이팟 포토가 출시되었다. 또 2005년 1월에는 하드 디스크 방식이 아닌 플래시 메모리를 사용하고 화면이 없는 아이팟 셔플이 출시되었으며, 2005년 9월에는 컬러 화면을 갖추고 플래시 메모리 기반의 2 GB와 4 GB 용량을 갖춘 아이팟 나노가 출시되었다. 2005년 10월에는 비디오 재생 기능이 추가된 5세대 아이팟이 출시되었다. 2006년 9월에는 아이팟 미니의 디자인을 채용한 새로운 아이팟 나노와 더 작아지고 옷에 물릴 수 있도록 클립이 달린 새로운 아이팟 셔플이 출시되었다. 2007년 9월에는 디자인이 대폭 변화된 아이팟 나노 3세대와 케이싱 재질이 알루미늄으로 변화된 아이팟 클래식(아이팟 6세대)과 함께 새로운 라인 아이팟 터치가 출시되었다. 아이팟 터치는 기존 제품에 비해 더 커진 화면에 인터넷, 일정, 날씨 등을 지원하는 PDA형 아이팟이다. (아이팟 터치는 아이폰에서 전화, 메시지 등을 뺀 제품이며, 아이폰보다는 전체적인 사양이 낮다. 현재 6세대까지 발매되어 있다.)
한편, 아이팟의 인기에 힘입어 아이팟의 기능을 내장한 휴대전화 아이폰이 2007년 1월 11일에 발표되기도 하였다.

## 모델
| 모델        | 세대                  | 그림 | 용량                  | 연결              | 발매 일자        |
| ----------- | --------------------- | ---- | --------------------- | ----------------- | ---------------- |
| 아이팟      | 1세대                 |      | 5, 10 GB              | 파이어와이어      | 2001년 10월 23일 |
| 아이팟      | 2세대                 |      | 10, 20 GB             | 파이어와이어      | 2002년 7월 17일  |
| 아이팟      | 3세대                 |      | 10, 15, 20, 30, 40 GB | 파이어와이어      | 2003년 4월 28일  |
| 아이팟      | 4세대                 |      | 20, 40 GB             | 파이어와이어, USB | 2004년 7월 19일  |
| 아이팟      | 아이팟 포토           |      | 20, 30, 40, 60 GB     | 파이어와이어, USB | 2004년 10월 26일 |
| 아이팟      | 5세대 (아이팟 비디오) |      | 30, 60, 80 GB         | USB               | 2005년 10월 12일 |
| 아이팟      | 6세대 (아이팟 클래식) |      | 80, 120, 160 GB       | USB               | 2007년 9월 5일   |
| 아이팟 미니 | 1세대                 |      | 4 GB                  | USB, 파이어와이어 | 2004년 2월 20일  |
| 아이팟 미니 | 2세대                 |      | 4, 6 GB               | USB, 파이어와이어 | 2005년 2월 22일  |
| 아이팟 나노 | 1세대                 |      | 1, 2, 4 GB            | USB               | 2005년 9월 7일   |
| 아이팟 나노 | 2세대                 |      | 2, 4, 8 GB            | USB               | 2006년 9월 12일  |
| 아이팟 나노 | 3세대                 |      | 4, 8 GB               | USB               | 2007년 9월 5일   |
| 아이팟 나노 | 4세대                 |      | 8, 16 GB              | USB               | 2008년 9월 9일   |
| 아이팟 나노 | 5세대                 |      | 8, 16 GB              | USB               | 2009년 9월 9일   |
| 아이팟 나노 | 6세대                 |      | 8, 16 GB              | USB               | 2010년 9월 8일   |
| 아이팟 나노 | 7세대                 |      | 16 GB                 | USB               | 2012년 9월 12일  |
| 아이팟 셔플 | 1세대                 |      | 512 MB, 1GB           | USB               | 2005년 1월 11일  |
| 아이팟 셔플 | 2세대                 |      | 1, 2 GB               | USB               | 2006년 9월 12일  |
| 아이팟 셔플 | 3세대                 |      | 4 GB                  | USB               | 2009년 3월 12일  |
| 아이팟 셔플 | 4세대                 |      | 2, 4 GB               | USB               | 2010년 9월 8일   |
| 아이팟 터치 | 1세대                 |      | 8, 16, 32 GB          | USB               | 2007년 9월 5일   |
| 아이팟 터치 | 2세대                 |      | 8, 16, 32 GB          | USB               | 2008년 9월 9일   |
| 아이팟 터치 | 3세대                 |      | 8, 32, 64 GB          | USB               | 2009년 9월 9일   |
| 아이팟 터치 | 4세대                 |      | 8, 32, 64 GB          | USB               | 2010년 9월 8일   |
| 아이팟 터치 | 5세대                 |      | 32, 64 GB             | USB               | 2012년 9월 12일  |
| 아이팟 터치 | 6세대                 |      | 16, 32, 64, 128 GB    | USB               | 2015년 6월 15일  |

## 판매

아이팟 판매량 변화

아이팟은 2004년 10월부터 미국 하드 드라이브형 음악 플레이어 시장의 90%, 전체 음악 플레이어 시장의 70% 이상을 차지하고 있다. 2004년 1월의 점유율 31%가 2005년 1월에는 65%로 상승했으며, 2005년 7월에는 점유율이 74%에 달했다.
애플의 회계 연도는 9월에 끝나기 때문에, 크리스마스 기간은 다음 해의 1분기에 속하게 된다. 이 때문에 1분기의 판매량이 다른 분기에 비해 매우 높은 편이다. 2007년 4월 9일 애플은 2001년 첫 출시 이후 아이팟을 1억대 판매하였다고 발표하였다.
그러나 대한민국에서의 판매량은 경쟁사에 비해 최근 증가하였지만 미국에 비하면 저조한 편이다. 그 이유로는 아이팟이 인기를 끈 주된 원인인 아이튠즈의 뮤직 스토어가 한국에서는 서비스되지 않고 있음과 한국인들의 다기능 선호 현상이 지목되고 있다.
또한 아이팟 셔플 3세대 출시 때(2009년 3월 12일)에는 한국 애플 스토어에서 최초로 환율을 적용해 아이팟 전제품에 대해 가격을 10~30% 인상하여 판매율이 더 떨어지는 역효과가 생겼다.

## 논란

### 브랜드 이름
애플은 i로 시작하는 모바일 기기를 연속으로 출시하여 큰 성공을 거두었다. 그래서 i로 시작하는 브랜드명의 제품들은 애플이 원조이고 나머지는 아류라는 인식이 있다. 그러나 코원의 iAudio는 2000, 2001년 3월에 출시하였기 때문에 애플과는 무관하며, 오히려 원조이다. 또한 iPhone, iPad도 애플이 출시하기 이전에 각각 미국, 일본, 한국(LG)에 존재하였던 브랜드 명이다.

### 보안 문제
2010년 8월 4일, 독일 연방정보보안청은 애플의 운영체제를 쓰는 아이폰과 아이패드, 아이팟에 심각한 보안상 결함이 발견되었다면서 애플이 소프트웨어를 업데이트하기 전까지 PDF 문서나 수상한 웹사이트에 접근하지 말 것을 경고했다. 연방정보보안청은 해커가 악성코드를 심은 뒤 사용자의 개인정보를 빼낼 수 있다고 지적하면서 해커들이 조만간 취약점을 이용해 공격을 시도할 것이라고 경고했다.

## 아이팟 레드 스페셜 에디션

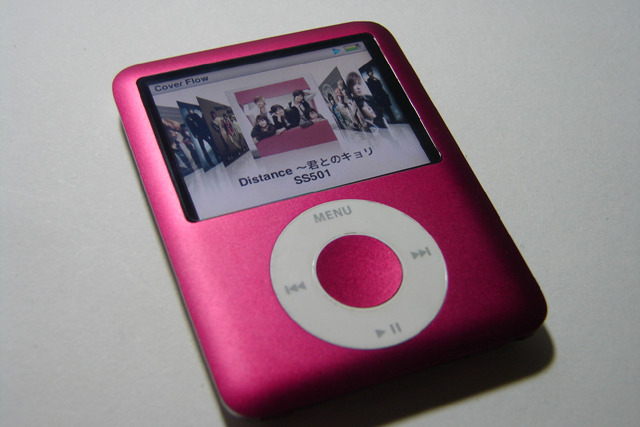
iPod nano 3세대 (PRODUCT)^{RED}Special Edition

애플은 아이팟 나노 2세대부터 (PRODUCT)RED 스페셜 에디션을 발매했다. 오직 애플의 온라인 스토어인 애플 스토어 전용으로 판매하지만, 가격은 일반 아이팟과 같다. 다만 판매 수익금의 일부를 아프리카의 HIV/에이즈(병) 퇴치를 위한 국제기금으로 쓰인다. 케이스는 빨간색이며, 그 수가 다른 제품에 비해 희귀하기 때문에 일부러 스페셜 에디션만 구입하는 사용자들도 있다. 현재(2013.3)는 아이팟 셔플 4세대 2GB, 아이팟 나노 7세대 16GB, 아이팟 터치 5세대 32GB, 64GB 버전에서 (PRODUCT)REDSpecial Edition 제품을 구입할 수 있다.

## 같이 보기
- 아이폰
- 아이패드